# Piloto (Modern Family)
Pilot (llamado Piloto en España e Hispanoamérica) es el primer episodio de la serie de televisión Modern Family, escrito por Steven Levitan y Christopher Lloyd, y dirigido por Jason Winer estrenado en la cadena ABC en Estados Unidos el 23 de septiembre de 2009, en FOX en España el día 21 de agosto de 2010 y en FOX en Hispanoamérica el 17 de agosto de 2010. Este episodio introduce a los espectadores tres grupos de personajes que forman una familia. El capítulo está filmado con un estilo de falso documental, con una cámara siguiendo a los personajes en sus vidas y entrevistándolos en varios intervalos. Las experiencias de las tres familias están separadas hasta el final del episodio, donde aparecen todos juntos.
En este capítulo, la familia Pritchett-Delgado intenta funcionar a pesar de la diferencia de edad entre su mujer y él. La familia Dunphy intenta castigar a su hijo y vigilar a su hija y a su nuevo novio. Mitchell intenta ocultar a su familia el hecho de que, junto a su pareja, Cameron, ha adoptado a una hija en Vietnam, hasta que Cameron invita a toda la familia sin consultarle (donde les devela la adopción).
Las críticas del episodio piloto compararon Modern Family con programas como Married...with Children (que también protagonizaba Ed O'Neill), Frasier (donde trabajaban los creadores de la serie), Malcolm in the Middle y, más enérgicamente, con Arrested Development. En el Reino Unido, los críticos vieron similitudes entre Modern Family y Outnumbered. El capítulo recibió múltiples nominaciones y ganó un Episodic Comedy de los Premios del Gremio de Escritores de América del 2009 y un premio Emmy al mejor guion de una comedia.

## Argumento

### Familia Dunphy
El episodio comienza en la casa de la familia Dunphy: Phil y Claire y sus hijos, Haley, Alex y Luke. Claire y Phil llaman a sus hijos por las escaleras. Cuando Haley aparece, Claire le dice que su falda es demasiado corta pero Phil le permite llevarla. En la entrevista, Phil se llama a sí mismo un padre «cool» («guay» en España, «chévere» en Hispanoamérica), mientras Claire dice que si evita que sus hijos cometan los mismos errores que ella realizó cuando estaba creciendo, habrían «hecho su trabajo». Alex baja las escaleras quejándose de que Luke le había disparado con la pistola de juguete que Phil le había comprado. Claire obliga a Phil a cumplir con el acuerdo que tenía con Luke: si disparaba a alguien, Phil le dispararía a él.
Avanzando en el episodio, Haley invita a Dylan, un chico de último curso de su instituto. Claire le ordena a Phil que le «intimide», pero Phil se daña la espalda mientras lo intenta, y Dylan tiene que llevarle al sofá. Haley lleva a su novio al piso de arriba y se enfada cuando Claire entra en su habitación constantemente. Haley baja y se queja a Phil, que se estaba preparando para disparar a Luke. Phil accidentalmente dispara a Dylan y a sí mismo.

### Familia Pritchett-Delgado
La trama de esta familia comienza con Gloria Delgado-Pritchett y su marido, Jay, viendo un partido de fútbol en el que juega el hijo de Gloria, Manny. Gloria está muy entusiasmada, gritando para dar ánimos a su hijo y discutiendo con los otros padres. Justo después Gloria y Jay son entrevistados, donde Gloria comenta las diferencias entre sus orígenes: ella llegó desde un pequeño pueblo en Colombia que es «el número uno en asesinatos», mientras que él venía de la ciudad y tenía una gran empresa. De nuevo en el campo, Manny hace que su equipo reciba un gol cuando ve a una guapa chica de dieciséis años montando en bicicleta. Gloria habla con el padre de un jugador del equipo contrario, quien supone que Jay es su padre.
Después del partido, Jay es confundido con una de las personas que caminan por el centro comercial así que decide comprar ropa «in». Mientras tanto, Manny le lee un poema a una chica de dieciséis años y se derrumba cuando le devela que tiene novio.

### Familia Pritchett-Tucker
Después del partido de fútbol aparece la Familia Pritchett-Tucker formada por Mitchell y Cameron, una pareja gay que se encuentra en un avión regresando de Vietnam después de adoptar a un bebé, Lily. Los otros pasajeros ven a Lily solo con Mitchell y le dicen «usted y su mujer deben estar entusiasmados». Cuando Cameron sube y se sienta al lado de Mitchell, se crea un silencio incómodo. En la entrevista los personajes develan que llevan cinco años juntos. Volviendo al avión, Mitchell amaga con dar un discurso y lo hace hasta que una mujer dice «mira ese bebé con esos pastelitos de crema», lo que hace pensar que se refiere a Cameron y él. De hecho, se refería a los pastelitos que Lily se estaba comiendo. Cameron se disculpa ofreciendo pagar los auriculares a todos los pasajeros.

### Final conjunto
En la última escena, aparecen Mitchell y Cameron en su casa donde después les presentarían a Lily al resto de familia. Antes de que presenten a Lily, Jay, que no está cómodo teniendo un hijo gay, le dice a Mitchell y Cameron que no deberían adoptar y que si están aburridos, deberían comprar un perro. Cameron aparece en el salón, sosteniendo a Lily delante de toda la familia mientras suena El Círculo de la Vida, de El Rey León y todos aceptan y le dan la bienvenida a Lily como parte de la familia.

## Producción

### Concepción
Mientras trabajaban en la oficina, LLoyd y Levitan se contaban historias de sus familias, lo que les llevó a pensar que podrían servir como serie de televisión y empezaron a trabajar en la idea de unas familias que son observadas con un estilo de falso documental. Más tarde decidieron que sería una serie que trataba de tres familias y sus experiencias.  En un principio la serie se llamaría My American Family y la filmación correría a cargo de una cámara ficticio holandés llamado Geert Floortje que había vivido con la familia de Jay como un estudiante de intercambio que se había enamorado de Claire y a su vez del que Mitchell estaba enamorado, pero desecharon la idea. Los creadores presentaron la serie a tres de las cuatro grandes cadenas de Estados Unidos (no se la ofrecieron a FOX por los problemas que Lloyd había tenido con anteriores series). CBS, que no estaba preparado para usar es estilo de cámara única de filmación ni para otro gran compromiso, no aceptó el proyecto. NBC, que ya tenía dos series con estilo de falso documental (The Office y Parks and Recreation), decidió no aceptar el proyecto hasta que el éxito de estas series decayera. ABC sí que aceptó la serie.

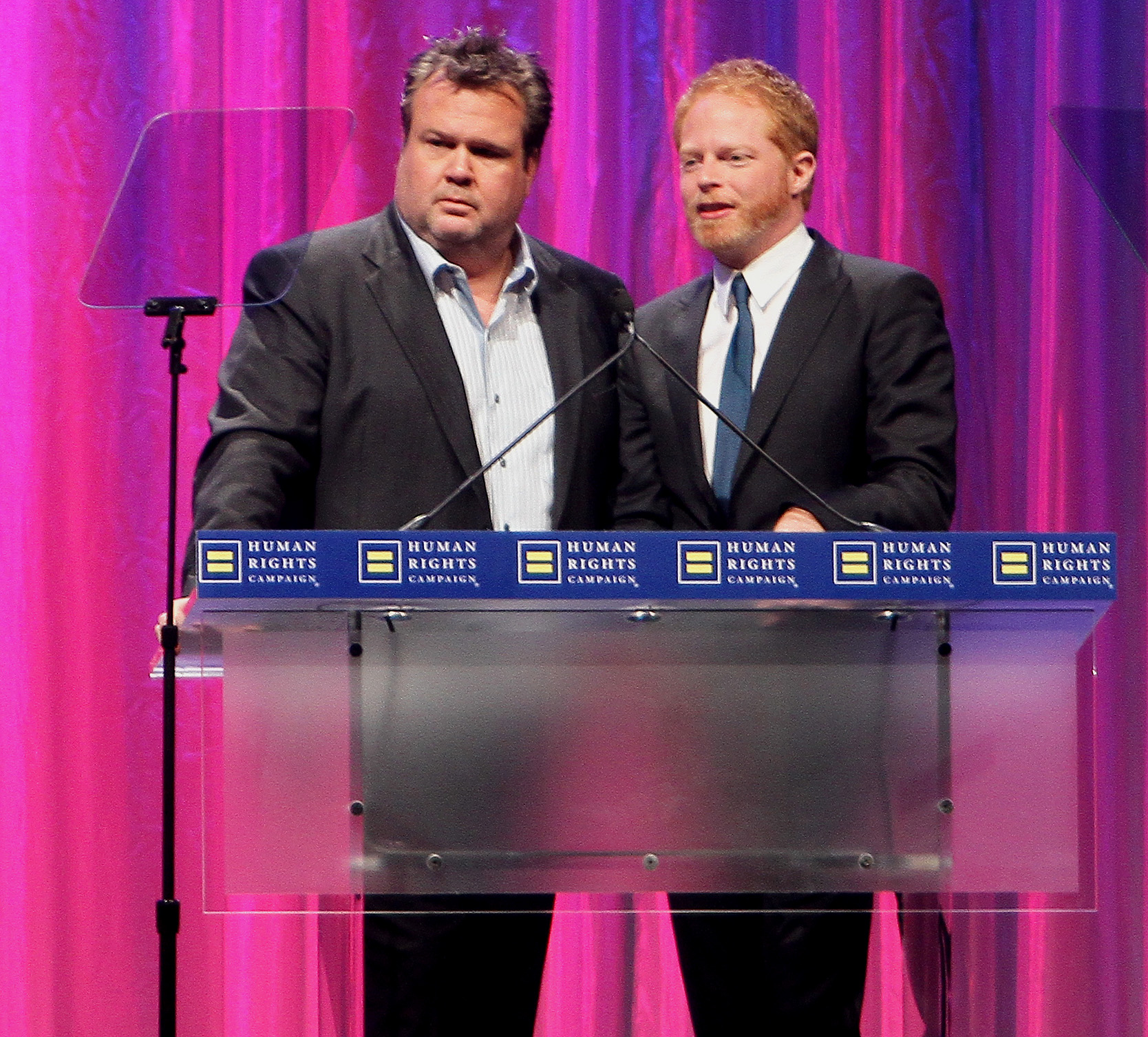
Eric Stonestreet (izquierda) y Jesse Tyler Ferguson (derecha), que interpretan a Cameron y a Mitchell respectivamente.

### Casting
Fue muy difícil elegir el elenco final de Modern Family, excepto por Jesse Tyler Ferguson. Al principio Ed O'Neill había perdido el papel en favor a Craig T. Nelson (quien más tarde continuaría interpretando a Zeek Breaveman en Parenthood en la NBC) aunque finalmente fue elegido después de que Nelson rechazara el papel por problemas económicos. Eric Stonestreet, que era desconocido por entonces, tuvo que pelear para ser elegido para el papel de Cameron. También fue complicado para Julie Bowen, que estaba embrarazada de gemelos durante el rodaje, mientras que Ty Burrell tuvo que hacer la prueba para el papel de Phil Dunphy tres veces. Inicialmenre Jesse Tyler Ferguson hizo la prueba para el papel de Cameron antes de que él, Christopher Lloyd y Steven Levitan decidieran que era más acorde al papel de Mitchell.

### Filmación
El episodio fue grabado en Los Ángeles en Estados Unidos, en un set situado en un barrio suburbano sin nombre. Está escrito y producido por Christopher Lloyd y Steven Levitan, que habían trabajado juntos en Frasier. Cuando Julie Bowen, que interpreta a Claire Dunphy, leyó el guion, «quiso hacerlo desesperadamente» pero estaba embarazada de gemelos. Bowen «hizo la prueba, mendigó y suplicó», y finalmente convenció a los creadores de la serie para no filmar su tripa. En el rodaje del episodio, ya que Bowen estaba embarazada de ocho semanas y media, Claire no muestra su tripa, tapándose con cestas de ropa sucia. En la filmación de la escena en la que Phil baila una canción de High School Musical fue muy difícil para los niños actores no reírse con los demás.

## Recepción

### Audiencia
El episodio se estrenó en ABC en Estados Unidos el 23 de septiembre de 2009. Fue visto por 12,61 millones de espectadores, situando la serie en la más vista y en la más vista de la noche. Consiguió unos datos demográficos de adultos entre 18 y 49 años de 4,2 y un 11% de share. La serie comenzó su emisión en el Reino Unido en Sky 1 el 15 de octubre de 2009. Este episodio obtuvo 444 000 de espectadores en dos emisiones, con 348 000 espectadores en la franja horaria de las 8 p. m..

### Críticas
El episodio piloto únicamente recibió elogios, con algunos críticos nombrándola una de las mejores comedias de 2009. Robert Canning, de IGN, le dio al episodio un 8,8 diciendo que era «genial» y que «el episodio piloto hace un fantástico trabajo introduciendo a las tres familias, y fue divertido ver como se relacionarían entre ellas en la serie».  Variety escribió «fácilmente el mejor piloto de este temporada, Modern Family produce hábilmente carcajadas a varios niveles, desde sutiles sátiras hasta hábiles gags».
Mary McNamara del LA Times comentó «justo cuando pensábamos que no se podía hacer, Modern Family ha resucitado sin ayuda de nadie la comedia familiar. Modern Family es astuta, oportuna y fresca, lo suficientemente complicada para ser interesante, con un núcleo suave y dulce».
Gina Bellafante, del New York Times llamó a la serie «la mejor media hora de la televisión cómica en una temporada abundante de medias horas de televisión cómica». También comentó que parecía un sustituto de Arrested Development, la «última gran comedia familiar» que finalizó en 2006.
Albertini de Vayatele.com dijo «me dispuse a ver el piloto de Modern Family con las expectativas bastante bajas, pero he de decir que lo que he visto me ha gustado, me ha parecido un episodio muy entretenido», que «aunque no ha sido un desfile de clichés y tópicos sí que han estado presentes» y que «creo que va a ser una serie bastante entretenida a pesar de los defectos que le he visto».

### Premios y nominaciones
Este episodio recibió múltiplas nominaciones. El director, Jason Winer, ganó un premio del Sindicato de Directores de Estados Unidos a la Mejor Dirección de una Comedia. El capítulo también consiguió un Episodic Comedy de los Premios del Gremio de Escritores de América del 2009 empatando con Robert Carlock por su trabajo en el episodio de 30 Rock Apollo, Apollo.  El episodio también fue nominado a numerosos premios Emmy ganando un Emmy al mejor guion de una comedia, y un Emmy a la Mejor dirección artística en una serie monocámara, pero perdiendo el Emmy a la mejor dirección de una comedia.